# Crocodylus siamensis

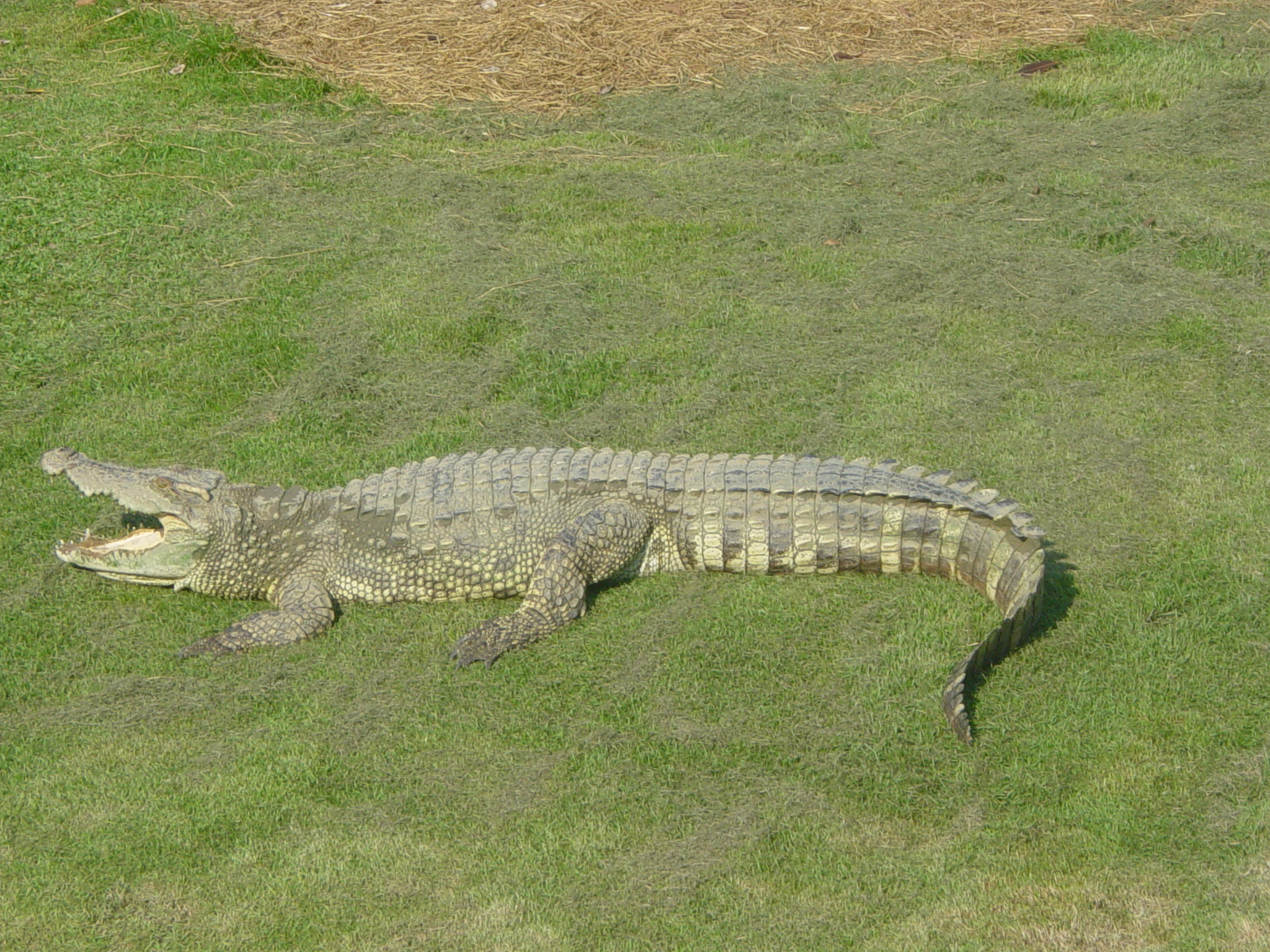
Un coccodrillo siamese sta dormendo a fauci spalancate.

Il coccodrillo siamese (Crocodylus siamensis) è una rarissima specie di coccodrillo d'acqua dolce originaria del Sud-est asiatico. Gli esemplari rimasti in cattività si aggirano intorno alle 5000 unità, i dati in natura sono incerti, forse 250 esemplari.

## Caratteristiche
Di lunghezza intorno ai 3 metri, con muso piuttosto largo e un'elevata cresta ossea dietro ad ogni occhio. Si nutrono di pesci (loro cibo di scelta), anfibi, rettili e piccoli mammiferi. In cattività, questi coccodrilli si riproducono durante la stagione umida (tra aprile e maggio) e depongono da 20 a 50 uova.

## Conservazione
Alla fine del XIX secolo questo rettile – presente nel Vietnam, nel Laos, nella penisola di Malacca, in Thailandia e nelle isole di Giava e del Borneo – era comune e diffuso in tutti i laghi e le paludi dell'Indocina. In seguito a causa dell'uomo, alla ricerca delle sue pelli, la specie andò scomparendo; nella seconda metà del XX secolo in Thailandia era quasi scomparso, e alla fine dello stesso secolo era sull'orlo dell'estinzione. Nel XXI secolo sono rimasti piccoli gruppi nel Myanmar e Laos, nel Parco Nazionale thailandese di Bang Sida, dove si sta cercando di ripopolare la specie.

## Reperti museali in Italia
Un esemplare essiccato è conservato presso il Museo Zoologico dell'Università di Torino, proviene dal Vietnam ed è stato raccolto nel giugno del 1866.